# 白紋琉灰蝶
白紋琉灰蝶（学名：Celatoxia marginata），又名白紋琉璃小灰蝶、白紋瑠璃小灰蝶、白紋琉璃灰蝶，为灰蝶科白紋琉灰蝶下的一个种。

## 描述
本種為中型灰蝶，具明顯雌雄二型性。
體色：軀體背面暗褐帶藍光，腹面白色。頭部具褐毛，額中央有白帶；觸角黑褐色帶白環，下唇鬚白中帶黑，末端棒狀。胸腹背部黑褐混藍，足白色，具褐條紋；雄蝶前足跗節癒合，末端尖彎，雌蝶則不癒合。
前翅長15-17 mm，呈三角形，邊緣略呈弧形；後翅呈葉狀。翅背面：雄蝶為靛藍色具金屬光澤，翅緣有明顯黑褐色寬邊，前翅中央與後翅前側有白斑；雌蝶底色為褐色，黑邊與白斑更鮮明，藍色鱗片少，翅形較圓寬。
翅腹面白色，具一列暗褐色斑點：前翅M3室斑點向外偏移，後翅斑點蜿蜒排列並偏向基部。中室端具短線狀斑紋。外緣帶紋由內側弦月紋與外側黑點構成。後翅中室與翅基具小褐斑。緣毛白色混褐，翅脈端褐色。

## 分佈
分布於喜馬拉雅地區、中南半島、馬來亞及華東，臺灣則見於中海拔山區。

## 棲地
棲息於常綠闊葉林，一年至少兩代。成蝶飛行敏捷，會訪花，雄蝶喜至濕地吸水；幼蟲以殼斗科植物的新芽與幼葉為食。
寄主植物包括大葉石櫟、森氏櫟、塔塔加櫟等。